# Geranomyia diargyria
Geranomyia diargyria is een tweevleugelige uit de familie steltmuggen (Limoniidae). De soort komt voor in het Neotropisch gebied.